# Zračnoprevozna skupina (Južni Vietnam)
Zračnoprevozna skupina (vietnamsko Lien-Doan Nhay-Du) je bila padalska enota Armade Republike Vietnam.

## Zgodovina
Skupina je bila ustanovljena 1. maja 1955 z združitvijo 4 padalskih bataljonov in preoblikovana 1. decembra 1959 v Zračnoprevozno brigado.

## Organizacija
- Štab in prištabna četa
- 1. zračnoprevozni bataljon
- 3. zračnoprevozni bataljon
- 5. zračnoprevozni bataljon
- 6. zračnoprevozni bataljon
- Zračnoprevozni bojni podporni bataljon

- Inženirska četa
- Bazna tehnična četa
- Komunikacijski oddelek
- Zračnodostavni podporni oddelek